# 가르다이아주

가르다이아주

가르다이아주(아랍어: ولاية غرداية)는 알제리 동부에 위치한 주로, 주도는 가르다이아이며 면적은 86,105km2, 인구는 375,988명(2008년 기준)이다.